# Лендер Сарлос
Лендер Сарлос (на нидерландски: Leendert Saarloos, 1884 – 1969) е холандски кинолог, роден в Дордехт, Холандия. Най-известен е със създаването на Сарлосовото вълче куче, кучешка порода, получена през 1932 при кръстосването на немска овчарка и вълк.